# Sundet, Ångermanland
Sundet är en sjö i Nordmalings kommun i Ångermanland och ingår i Lögdeälven-Husåns kustområde. Sjön har en area på 0,101 kvadratkilometer och ligger 4 meter över havet.

## Delavrinningsområde
Sundet ingår i det delavrinningsområde (704956-167846) som SMHI kallar för Utloppet av Sundet. Medelhöjden är 7 meter över havet och ytan är 3,31 kvadratkilometer. Det finns inga avrinningsområden uppströms utan avrinningsområdet är högsta punkten. Avrinningsområdets utflöde mynnar i havet. Avrinningsområdet består mestadels av skog (74 procent). Avrinningsområdet har 0,1 kvadratkilometer vattenytor vilket ger det en sjöprocent på 3,1 procent.